# نانا جرجادزه
نانا جرجادزه (گرجی: ნანა ჯორჯაძე؛ زادهٔ ۲۴ اوت ۱۹۴۸) یک کارگردان، فیلم‌نامه‌نویس، و هنرپیشه اهل گرجستان است. از فیلم‌های او می‌توان به رابینسونادا یا پدربزرگ انگلیسی من اشاره کرد.